# Dunraven (Schiff, 1873)

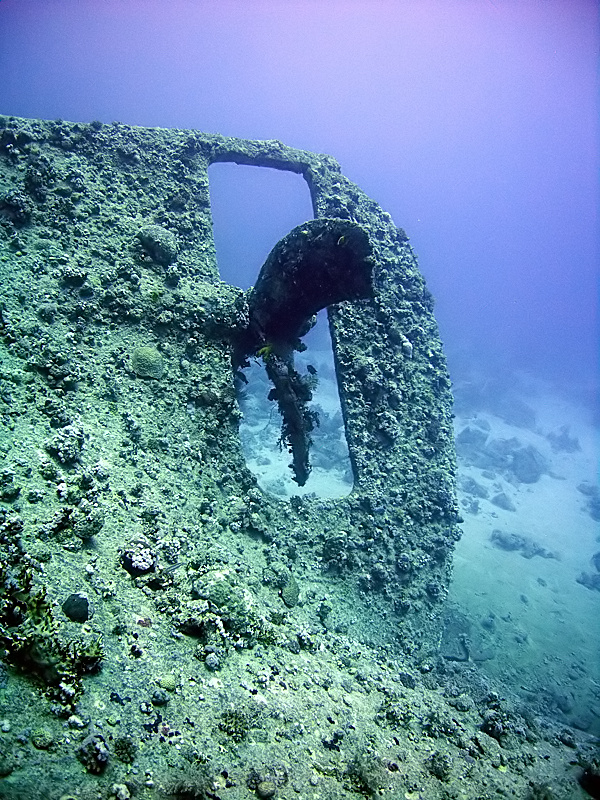
Schiffsschraube der Dunraven, Ras Mohammed, Scharm esch-Scheich, Ägypten

Die Dunraven war ein britisches Frachtschiff, das am 22. April 1876 im nördlichen Roten Meer in der Nähe der Südspitze der Sinai-Halbinsel auf ein Korallenriff auflief, in Brand geriet, später sank und heute ein beliebtes Tauchziel ist.

## Geschichte des Schiffs
Der 85 m lange und 10 m breite Frachter Dunraven lief 1873 im englischen Newcastle bei der Werft Mitchell Iron Shipbuilders vom Stapel. Das Schiff mit Stahlrumpf und Holzdecks verfügte über eine Dampfmaschine und eine Hilfsbesegelung mit zwei Masten und Schonertakelung.  Die Dunraven wechselte in drei Jahren dreizehn Mal den Besitzer. Auf ihrer letzten Reise war sie mit einer Ladung Baumwolle, Holz und Gewürzen auf dem Weg von Bombay (Indien) nach Newcastle, als sie am 22. April 1876 mit voller Fahrt auf das Riff Sha'ab Mahmoud auflief. Für den Unfall wurde später ein Navigationsfehler des Kapitäns verantwortlich gemacht. Das Schiff geriet nach dem Aufprall in Brand. Die Besatzung konnte einen Teil der Ladung und Ausrüstung retten, bevor die Dunraven  aufgegeben wurde. Etwa zwölf Stunden nach dem Auflaufen sank sie mit dem Heck voran. Die Besatzung konnte sich retten.

## Das Wrack
Das Wrack der Dunraven wurde 1977 bei einer geologischen Expedition entdeckt und ab 1978 von Scharm El-Scheich aus mit Tauchbooten angefahren. Die Identität des Wracks blieb lange ungewiss, u. a. gab es Spekulationen, es habe sich um ein Schiff gehandelt, das Gold für T. E. Lawrence (Lawrence von Arabien) transportiert habe. Erste Anhaltspunkte zum Alter des Schiffes, aus denen schließlich seine Identifizierung resultierte, gaben im Wrack gefundene Mineralwasserflaschen, die einem bis 1880 existierenden Hersteller zugeordnet werden konnten.
Die Dunraven liegt mit dem Kiel nach oben am Riff, die tiefste Stelle bei etwa 29 m stellt das Heck dar, während die Kielspitze bis 18 m aufsteigt. Der Bug ist abgebrochen, liegt aber noch im Verband mit dem Rest des Schiffs. Der markanteste Punkt des Wracks ist das Ruder mit dem Propeller, die einen dichten Bewuchs aus Korallen (Stein- und Lederkorallen) aufweisen. Vom Heck aus auf der linken Seite liegen die beiden abgeknickten Masten und weitere Reste der Aufbauten. Durch zahlreiche Löcher und Risse kann man weitgehend gefahrlos in das Innere des Rumpfs eindringen, in dem u. a. die Reste der Dampfmaschine zu finden sind. Das durch diese Löcher von außen einfallende blaue Licht ergibt sehr schöne Eindrücke. Aufgrund ihrer langen Zeit auf dem Meeresgrund weist die Dunraven einen starken Bewuchs aus Stein-, Leder- und Weichkorallen und stellt ein Biotop mit großem Artenreichtum dar. Zu den im Inneren des Rumpfs anzutreffenden Tieren gehören unter anderem Glasfische, Rotfeuerfische und Zackenbarsche.
Aufgrund der moderaten Tiefe ist das Wrack auch für Anfänger zu betauchen. Mögliche Risiken gehen von den teilweise starken Strömungen in diesem Bereich aus. Zudem gibt es im Inneren des Schiffes neben dem Dampfkessel durch herabragende Teile einen recht engen Durchgang, an dem man sich leicht stoßen kann.
Die Koordinaten sind 27° 42′ 15″ N, 34° 7′ 30″ O.